# Dimetilsulfoniopropionato
El dimetilsulfoniopropionato (DMSP) es un compuesto organoazufrado cuya fórmula es (CH3)2S+CH2CH2COO-. Este metabolito zwitteriónico se encuentra en el fitoplancton marino, las algas y algunas especies de plantas vasculares terrestres y acuáticas. Funciona como un osmolito y también se le han identificado otras funciones fisiológicas y medioambientales. El DMSP se descubrió en el alga roja marina Polysiphonia fastigiata.

## Biosíntesis
En las plantas más altas, la DMSP se biosintetiza a partir de la S-metilmetionina. Los dos intermediarios en esta transformación son la dimetilsulfoniopropilamina y el dimetilsulfoniopropionaldehído. En las algas, sin embargo, la biosíntesis comienza con la sustitución del grupo amino de la metionina por un hidróxido.

## Degradación
Los microorganismos marinos descomponen el DMSP para formar dos productos de azufre volátiles muy importantes, cada uno de ellos con consecuencias distintas sobre el medio ambiente. Uno de los productos de su descomposición es el metanotiol (CH3SH), que las bacterias asimilan como una proteína de azufre. Otro de los productos volátiles de su descomposición es el sulfuro de dimetilo (CH3SCH3; DMS). Existen pruebas de que el DMS en el agua de mar se puede producir mediante la división del DMSP disuelto (extracelular) por la enzima DMSP-liasa, a pesar de que muchas especies de bacterias no marinas convierten el metanotiol en DMS.
El DMS también es absorbido por las bacterias marinas, pero no tan rápidamente como el metanotiol. A pesar de que el DMS suele constituir menos del 25% de los productos volátiles de descomposición del DMSP, la alta reactividad del metanotiol hace que las concentraciones de DMS en agua de mar durante el estado estacionario sean aproximadamente 10 veces superiores a las del metanotiol (~3 nM frente a ~0,3 nM). Curiosamente, nunca se han publicado las correlaciones entre las concentraciones de DMS y metanotiol. Probablemente esto se deba a la absorción abiótica y microbiana no lineal del metanotiol en el agua de mar y a la baja reactividad del DMS. Sin embargo, una parte considerable del DMS en el agua de mar se oxida y se convierte en dimetilsulfóxido (DMSO).
En relación con el cambio climático, se piensa que el DMS desempeña un papel en el balance térmico de la Tierra al disminuir la cantidad de radiación solar que llega a la superficie terrestre. Esto ocurre a través de la degradación del DMS en la atmósfera en compuestos higroscópicos capaces de condensar el vapor de agua, lo que lleva a la formación de nubes.
El DMSP también influye en el sabor y el olor de varios productos. Por ejemplo, aunque el DMSP es inodoro e insípido, se acumula a niveles muy altos en algunos de los herbívoros o filtradores marinos. Se han registrado aumentos en las tasas de crecimiento, el vigor y la resistencia al estrés de los animales alimentados con este tipo de dietas. El DMS es responsable de los sabores y olores desagradables y repelentes que se desarrollan en algunos alimentos marinos debido a la acción de la DMSP-liasa bacteriana, que genera acrilato.